# تانگ سو دو

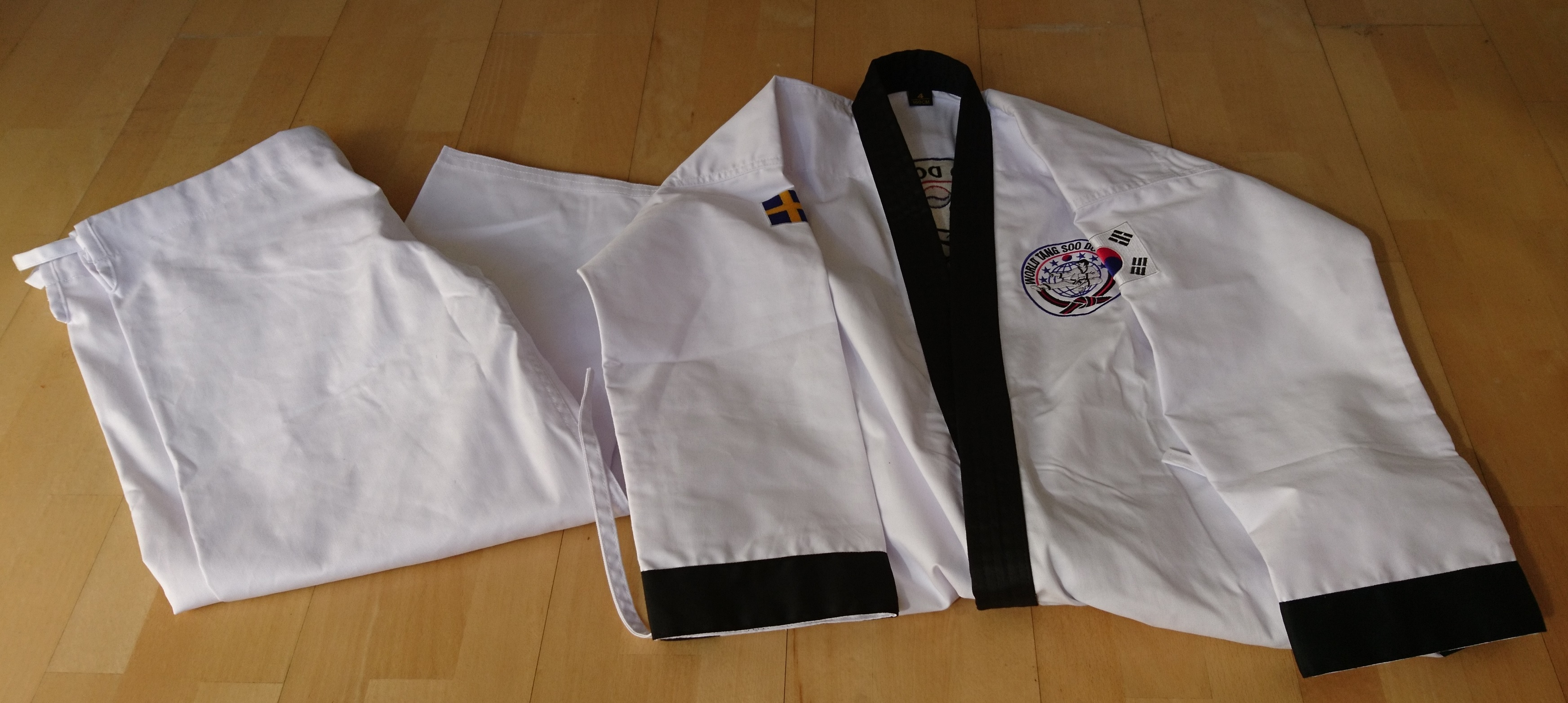
کمربند مشکی تانگ سو دو

تانگ سو دو(Tang Soo Do)(당수도 کاراته کره ای) یک هنر رزمی پیشرفته مبارزه ودفاع شخصی کره‌ای است که امروزه در بین هنرهای رزمی به دلیل اینکه شامل بخش‌های مبارزه، دفاع شخصی، فرم و فرم‌های مخصوص سلاح است به عنوان یک ورزش رزمی کامل مورد استفاده قرار می‌گیرد. این هنر رزمی یک سبک قدیمی و متعلق به بیش از دو هزار سال پیش است که در ابتدا در کشور کره پایه‌ریزی شد و امروزه در سراسر جهان مورد استفاده قرار می‌گیرد. مبارزاتش همانند سبک‌های آزاد کاراته است و سیستم‌های دفاع شخصی و سلاح آن منحصربه‌فرد است؛ چون برگرفته از سبک‌های سنتی کشور کره است.

## تاریخچه سبک تانگ سو دو
این هنر رزمی که مراحل بسیار سختی را تا مرحله تکمیل سپری نموده‌است توسط کوان جانگ نیم هوانگ کی از کشور کره در سال ۱۹۴۵ ابداع گردید، استاد بزرگ هوانگ کی زمانی که ۷ ساله بود به فراگیری «هنرهای رزمی» کره‌ای از جمله تکیون و هنر دفاع شخصی و دیگر هنرهای رزمی سلاح سنتی کره مشغول بود او بعد از اتمام تحصیلات متوسطه و دبیرستان در راه‌آهن منچوری مشغول به کار شد، استاد که در آن زمان فقط ۲۲ سال سن داشت به یک استاد چینی به نام یانگ کوک جین که در هنرهای رزمی مهارت ویژه‌ای داشت معرفی گردید تا هنرهای رزمی را نزد ایشان فرا بگیرند کوان جانگ نیم هوانگ کی که تلفیقی از هنرهای رزمی کره‌ای و چینی را آموخته بود بعد از یک سال ممارست نزد استاد یانگ به کره اشغال شده توسط ژاپن بازگشت ولی اجازه تدریس هنرهای رزمی را در کشور خود نداشت او همچنان با مطالعه کتب رزمی و همچنین بررسی سبک‌های ژاپنی بخصوص کاراته ژاپنی در زمان جنگ جهانی دوم توانست در نوامبر ۱۹۴۵ زمانی که جنگ پایان یافته بود، مودوک کوان (مدرسه تقوا و پرهیزکاری و فضیلت در هنرهای رزمی) را تأسیس کند مودوک کوان که جزء ۵سبک اصلی هنرهای رزمی کره‌ای محسوب می‌شد فرصت خوبی بود تا استاد هنر خود را معرفی نماید. استاد در ابتدای کار هنر خود را هوا سو دو نامید و هنر او به هواسو دو مودوک کوان شهرت یافت اما با توجه به عدم استقبال از هوا سو دو استاد که مطالعه عمیقی در هنرهای رزمی چینی و ژاپنی داشت نام هوا سو دو را به تانگ سو دو به معنی هنر تیغه دست یا راه وروش دست‌چین با ادغام کاراته ژاپنی در مو دوک کوان معرفی کرد. تانگ سو دوخیلی سریع در کره جنوبی معرفی و گسترش یافت و چون تلفیقی از کاراته اوکیناوا و سبک‌های چینی و کره‌ای بود به کاراته کره‌ای شهرت جهانی پیدا کرد و امروزه در سراسر جهان علاقه‌مندان زیادی در این هنر رزمی زیباو دفاع شخصی کره‌ای مشغول فعالیت هستند و فدراسیون جهانی مودوکوان کره جنوبی به عنوان فدراسیون اصلی سبک و یک سازمان جهانی بین قاره‌ای، فدراسیون بین‌المللی و آکادمی‌های فراوانی به نام تانگ سو دو یا کاراته کره‌ای جهت گسترش این هنر رزمی در دنیا تأسیس شده‌است.
استاد بزرگ هوانگ کی در سال ۲۰۰۲ دار فانی را وداع گفت.

## فلسفه سبک تانگ سو دو
انسان در دنیای هنرهای رزمی سیستم‌های متفاوتی را می‌یابد که هریک دارای روش خاص است استادان هنرهای رزمی استیل‌های قدیمی و ناشناخته را به‌طور مداوم و مستمر آشکار و معرفی می‌کنند بعضی تأکید بر روی کاتا دارند و بعضی‌ها بر روی قدرت و بعضی فرم را همراه با فلسفه وجودی آن به صحنه می‌آورند ولی تانگ سو دو یک هنر رزمی مرموز سلحشوران کره‌ای است که علاوه بر در نظر گرفتن فرم و قدرت از یک پایه فلسفی و فیولوژیکی غنی نیز برخوردار است در هر دوره تاریخ امپراطوری متدهای گوناگونی برای جنگیدن به کار برده می‌شد برای مثال در دوران قدیم سادوموسول پرتاب شن و سنگ را که مهارت زیادی در آن داشتند به عنوان روش رزمی به کار گرفتند و دیگران شیوه‌های شمشیر زنی را در جنگ مورد استفاده قرار می‌دادند با تکامل سیستم‌های قدیمی تمرینات پیچیده تری مطرح شدند، استفاده از نیزه و عصا و پرتاب چاقو و ستاره‌های پره دار از تکنیک‌های مهم به شما می‌رفتند، سپس مفهوم بکارگیری نیروی دشمن در جهت ضربه زدن علیه خود او کشف شد، در زمان‌های دیگر اسلحه‌های سرد دیگر مانند چوب‌های بلند و کوتاه، خنجر، چاقوهای لبه دار، بادبزن، شمشیرهای یک سر و دو سر و طناب و کمربند نیز ترویج زیادی پیدا کردند. تمام این متدها و تکنیک‌ها از فرم تا تکنیک‌های مبارزه و سلاح در هنر رزمی تانگ سو دو دیده می‌شود. امروز فلسفه اصلی تانگ سو دو که مفهومی جهانی دارد همان اتحاد بین ملت‌هاست که همه با هم برای زندگی پایدار تلاش می‌کنند و تانگ سو دو را واسطه این عمل در رقابت‌های سالم و دوستانه می‌دانند.

## سازمان بین قاره‌ای سبک تانگ سو دو
قویترین سازمان تانگ سو دو سازمان بین قاره‌ای intercontinental tangsoodo Organization -ITO) که در آمریکا مستقر می‌باشد و توسط گرند مستر دومینیک جیکوبه در حال فعالیت می‌باشد این سازمان در کشورهای آمریکا، بلژیک، ایرلند، یونان، هلند، ایتالیا، انگلیس و ایران به صورت گسترده فعالیت دارد و ریاست سازمان گرند مستر دومینیک در سال ۲۰۰۰ به عنوان مرد رزمی سال در آمریکا معرفی گردید.
بنیانگذار سبک تانگ سو دو در ایران استاد رحیم سهراب زاده بوده دارای نمایندگی رسمی از سازمان ITO در ایران می‌باشد.